# Ист-Ориндж (Нью-Джерси)
Ист-Ориндж (англ. East Orange) — город в округе Эссекс, штат Нью-Джерси, США. По данным переписи населения США 2010 года, население города составляло 64 270 чел. Город является 20-м самым густонаселенным муниципалитетом США в 2010 году.

## История
Ист-Ориндж изначально был частью города Ньюарк и был известен как район Newark Mountains («Горы Ньюарк»). 7 июня 1780 года горожане официально проголосовали за принятие названия Orange. В то время было значительное количество людей, выступавших за отделение от Ньюарка. Однако этого не произошло до 27 ноября 1806 года, когда территория, в которую теперь входит весь Ориндж, была окончательно отделена. 13 апреля 1807 года было избрано первое руководство, но только 13 марта 1860 года Ориндж официально стал городом. Сразу же новый город начал распадаться на более мелкие сообщества, в первую очередь из-за местных споров о расходах на создание оплачиваемых полицейских, пожарных и уличных отделов. Саут-Ориндж организован 26 января 1861 г .; Фэрмаунт (позже ставший частью West Orange) 11 марта 1862 года; Ист-Ориндж 4 марта 1863 года; и Уэст-Ориндж (включая Фэрмаунт) 14 марта 1863 года. Ист-Ориндж был преобразован в город 9 декабря 1899 года по результатам референдума, проведенного двумя днями ранее.

## География
По данным Бюро переписи населения США, город имел общую площадь 3,93 квадратных миль (10,17 км²).
Ист-Ориндж граничит с муниципалитетами округа Эссекс Ньюарка на востоке и юге, Саут-Ориндж на юго-западе, Ориндж на западе и Глен-Ридж и Блумфилд на севере.